# Тюрин, Денис Алексеевич
Дени́с Алексе́евич Тю́рин (3 июня 1980, Липецк, СССР) — российский хоккеист, игравший на позиции левого нападающего.

## Карьера
Воспитанник ХК «Липецк». Первым тренером игрока был Халим Мингалеев. По его же рекомендации приехал в Тольятти, где и начал профессиональную карьеру.
В сезоне 1995/96 играл за «Липецк», перейдя по его окончании в клуб «Лада». До 2000 года чередовал выступление за тольяттинскую команду и ЦСК ВВС.
В 1999 году в драке получил удар ножом, из-за чего был вынужден фактически пропустить сезон.
С 2000 по 2006 год играл в новокузнецком «Металлурге». Сезон 2006/07 начинал в «Авангарде», но по ходу чемпионата вернулся в «Металлург». Следующие четыре сезона провёл в клубах Континентальной хоккейной лиги (КХЛ) «Сибирь» и «Югра». В сезоне 2011/12 играл за новокузнецкий «Металлург» и его фарм-клуб в Высшей хоккейной лиге (ВХЛ) «Ермак». По окончании сезона, в 2012 году, завершил карьеру.
В составе сборной России выигрывал один из этапов Евротура сезона 2005/2006 — Кубок Ческе Пойиштёвны. Бронзовый призёр юниорского чемпионата Европы (1998).
В новокузнецком «Металлурге» Тюрин вместе с Евгением Лапиным и Валерием Хлебниковым образовывали результативную тройку нападения, которая получила название «звено малышей».

## Статистика
| Легенда | Легенда                    | Легенда | Легенда                   | Легенда | Легенда    |
| ------- | -------------------------- | ------- | ------------------------- | ------- | ---------- |
| И       | Количество проведённых игр | Штр     | Штрафное время            | +/−     | Плюс-минус |
| Г       | Голы                       | П       | Голевые передачи          | О       | Очки       |
| -       | Статистика неизвестна      | —       | Статистика не учитывалась |         |            |

### Клубная
- a В «Регулярном сезоне» учитывается статистика игрока совместно с Переходным турниром.

## Достижения
Командные
| Год  | Команда         | Достижение                                    | Достижение |
| ---- | --------------- | --------------------------------------------- | ---------- |
| 1998 | Россия (юниор.) | Бронзовый призёр юниорского чемпионата Европы |            |